# خط طول 57° شرق
خط طول 57° شرق هو أحد خطوط الطول الجغرافية، والتي تمتد من القطب الشمالي الجغرافي إلى القطب الجنوبي الجغرافي، وحسب التحويل الزمني يتقدم خط طول 57° شرق عن خط غرينتش بـ3 ساعات و48 دقيقة.

## من القطب إلى القطب
ينطلق خط طول 57° شرق من القطب الشمالي نحو القطب الجنوبي مرورا بالمناطق التي ترد في الجدول التالي:
| الإحداثيات                         | البلد أو الإقليم أو البحر | ملاحظات |
| ---------------------------------- | ------------------------- | --- |
| 90°0′N 57°0′E / 90.000°N 57.000°E  | المحيط المتجمد الشمالي    | |
| 81°32′N 57°0′E / 81.533°N 57.000°E | روسيا                     | جزر جزيرة كارل-ألكسندر [لغات أخرى]‏, جزيرة جاكسون [لغات أخرى]‏, جزيرة باير [لغات أخرى]‏, جزيرة زيغلر [لغات أخرى]‏, جزيرة سالزبوري [لغات أخرى]‏, و جزيرة ماكلينتوك [لغات أخرى]‏, أرخبيل فرنسوا جوزيف |
| 80°3′N 57°0′E / 80.050°N 57.000°E  | بحر بارنتس                | |
| 75°22′N 57°0′E / 75.367°N 57.000°E | روسيا                     | جزيرة سيفيرني, نوفايا زيمليا |
| 73°19′N 57°0′E / 73.317°N 57.000°E | بحر كارا                  | |
| 70°51′N 57°0′E / 70.850°N 57.000°E | روسيا                     | جزيرة يوجني, نوفايا زيمليا |
| 70°29′N 57°0′E / 70.483°N 57.000°E | بحر بارنتس                | بحر بيتشورا |
| 68°32′N 57°0′E / 68.533°N 57.000°E | روسيا                     | |
| 51°3′N 57°0′E / 51.050°N 57.000°E  | كازاخستان                 | |
| 45°14′N 57°0′E / 45.233°N 57.000°E | أوزبكستان                 | |
| 41°54′N 57°0′E / 41.900°N 57.000°E | تركمانستان                | |
| 41°36′N 57°0′E / 41.600°N 57.000°E | أوزبكستان                 | |
| 41°15′N 57°0′E / 41.250°N 57.000°E | تركمانستان                | |
| 38°10′N 57°0′E / 38.167°N 57.000°E | إيران                     | |
| 26°50′N 57°0′E / 26.833°N 57.000°E | خليج عمان                 | |
| 24°4′N 57°0′E / 24.067°N 57.000°E  | عُمان                      | |
| 18°50′N 57°0′E / 18.833°N 57.000°E | المحيط الهندي             | مرورا بشرق the أجاليغا, موريشيوس · مرورا بغرب the جزيرة موريشيوس |
| 60°0′S 57°0′E / 60.000°S 57.000°E  | المحيط الجنوبي            | |
| 66°27′S 57°0′E / 66.450°S 57.000°E | القارة القطبية الجنوبية   | الإقليم الأسترالي في القارة القطبية الجنوبية, المطالب الإقليمية بالقارة القطبية الجنوبية by أستراليا                                                                                          |
| 66°42′S 57°0′E / 66.700°S 57.000°E | المحيط الجنوبي            | |
| 66°59′S 57°0′E / 66.983°S 57.000°E | القارة القطبية الجنوبية   | الإقليم الأسترالي في القارة القطبية الجنوبية, المطالب الإقليمية بالقارة القطبية الجنوبية by أستراليا                                                                                          |